# Горбоконь Іван Павлович
Іван Павлович Горбоконь (8 лютого 1916, село Яхники, тепер Миргородського району Полтавської області — ?) — український радянський діяч, голова Козельщинського райвиконкому, 1-й секретар Хорольського райкому КПУ Полтавської області, секретар Полтавського обкому КПУ.

## Біографія
Народився в селянській родині. У середині 1930-х років закінчив педагогічний технікум у місті Лохвиці, працював вчителем молодших класів, вчителем математики і фізики, завучем Гільцівської школи Чорнухинського району на Полтавщині. Член ВКП(б) з 1939 року.
У 1941 році — директор школи в селі Городище Чорнухинського району Полтавської області.
У вересні 1941 року мобілізований до Червоної армії. Закінчив курси підвищення знань політичного складу запасу РСЧА в місті Старобільськ Ворошиловградської області, розпочав службу сержантом у протитанковій дивізії в Молотовській області. Учасник німецько-радянської війни з липня 1942 року. Служив комісаром, заступником командира батареї із політчастини 136-го (67-го) гвардійського окремого винищувального протитанкового дивізіону 61-ї гвардійської стрілецької дивізії, згодом — партійним організатором 67-го дивізіону 61-ї гвардійської стрілецької дивізії 3-го Українського фронту. Бойовий шлях проліг із Воронежа до Калача, Ворошиловграда, Запоріжжя, Миколаєва, Одеси, Молдавії, Румунії, Болгарії, Югославії, Угорщини. Завершив війну біля озера Балатон.
Захворів на малярію й туберкульоз, став інвалідом війни 1-ї групи. Закінчив військово-політичне училище в Смоленську, але в 1946 році був демобілізований із радянської армії за станом здоров'я.
З кінця 1940-х років працював парторгом на машинно-тракторній станції в Полтавській області. На 1950 рік — голова виконавчого комітету Козельщинської районної ради депутатів трудящих Полтавської області.
Закінчив Вищу партійну школу при ЦК КПУ в Києві.
На 1954 — березень 1956 року — 1-й секретар Хорольського районного комітету КПУ Полтавської області.
У березні 1956 — січні 1963 року — інспектор ЦК КПУ.
5 січня 1963 — 14 грудня 1964 року — секретар Полтавського сільського обласного комітету КПУ — голова сільського обласного комітету партійно-державного контролю. Одночасно, 11 січня 1963 — 15 грудня 1964 року — заступник голови виконавчого комітету Полтавської сільської обласної Ради депутатів трудящих.
14 грудня 1964 — січень 1966 року — секретар Полтавського обласного комітету КПУ — голова обласного комітету партійно-державного контролю. Одночасно, 15 грудня 1964 — грудень 1965 року — заступник голови виконавчого комітету Полтавської обласної Ради депутатів трудящих.
У грудні 1965 — 1974 року — голова Полтавського обласного комітету народного контролю.
З 1974 року — персональний пенсіонер у місті Полтаві. У 1990-х роках займався організацією осередків Соціалістичної партії України на Полтавщині.

## Звання
- молодший політрук
- гвардії старший лейтенант
- гвардії капітан
- майор

## Нагороди
- два ордени Вітчизняної війни ІІ ступеня (18.09.1944, 6.04.1985)
- два ордени Трудового Червоного Прапора (26.02.1958)
- орден Червоної Зірки (13.01.1944)
- медаль «За відвагу» (28.02.1943)
- медаль «За перемогу над Німеччиною у Великій Вітчизняній війні 1941—1945 рр.» (1945)
- медалі
- Почесна грамота Президії Верховної Ради Української РСР (10.03.1966)